# Hirtshals Boldklub
Hirtshals Boldklub er en fodboldklub i Hirtshals. Klubben er stiftet af Hirtshals Boldklub af 1920's fodboldafdeling og daterer derfor sin start til 1920. Klubbens hjemmebane er Hirtshals Stadion.